# Gare de Baotou
La gare de Baotou (chinois : 包头站 ; pinyin : Bāotóu zhàn) est une gare ferroviaire des lignes Jingbao (Pékin-Baotou), Baolan (Baotou-Lanzhou), Baobai et Baoshen. Elle est située à Baotou, Mongolie intérieure, Chine.

## Situation ferroviaire
La gare de Baotou est établie sur les lignes Pékin-Baotou, Baolan (Baotou-Lanzhou), Baobai et Baoshen.

## Histoire
La gare, alors dénommée Zhaotan (chinois : 沼潭站 ; pinyin : zhǎotán zhàn), est mise en service en 1956. 
Elle a depuis été renommée gare de Baotou. 

## Service des voyageurs

### Desserte

Installations et desserte
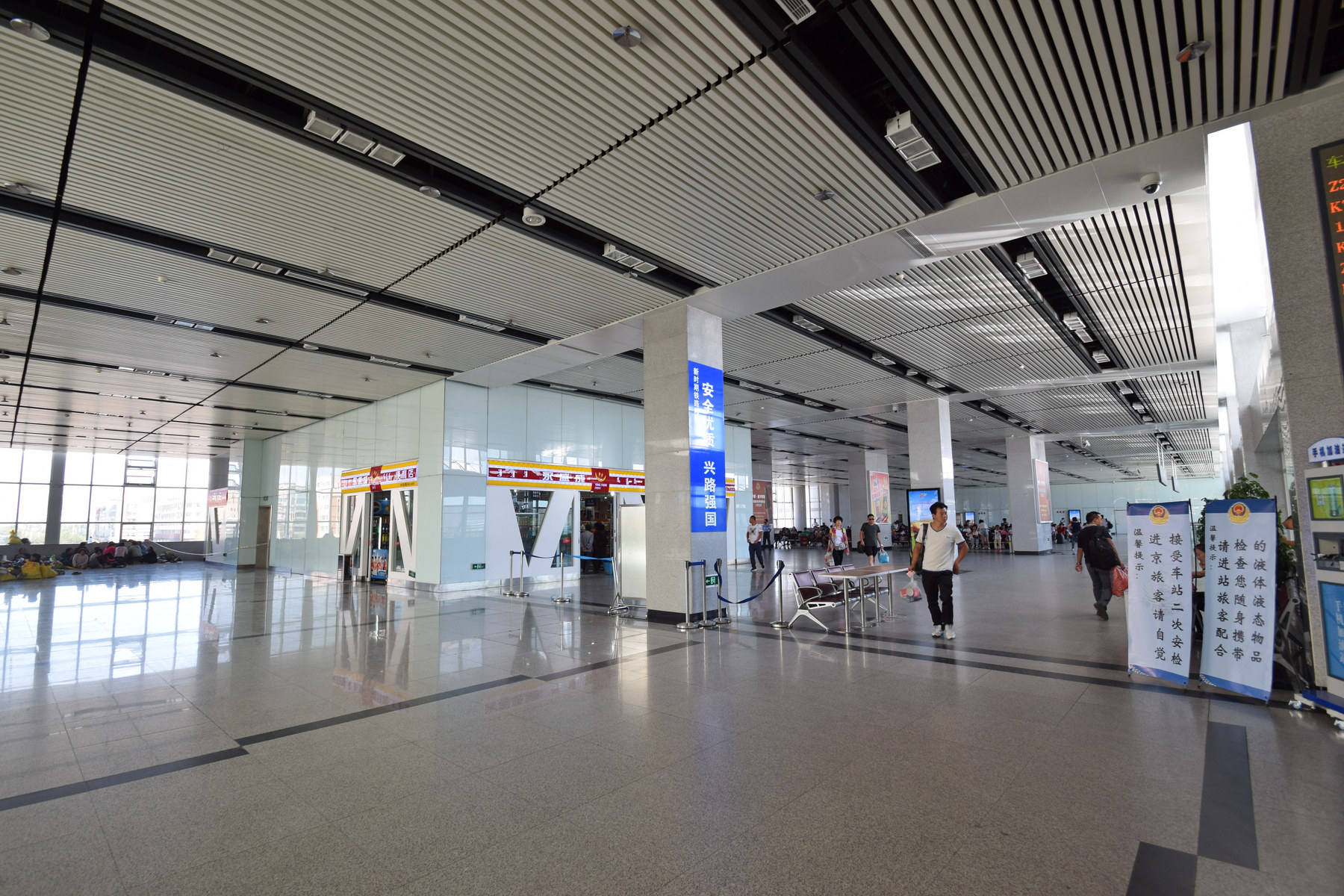
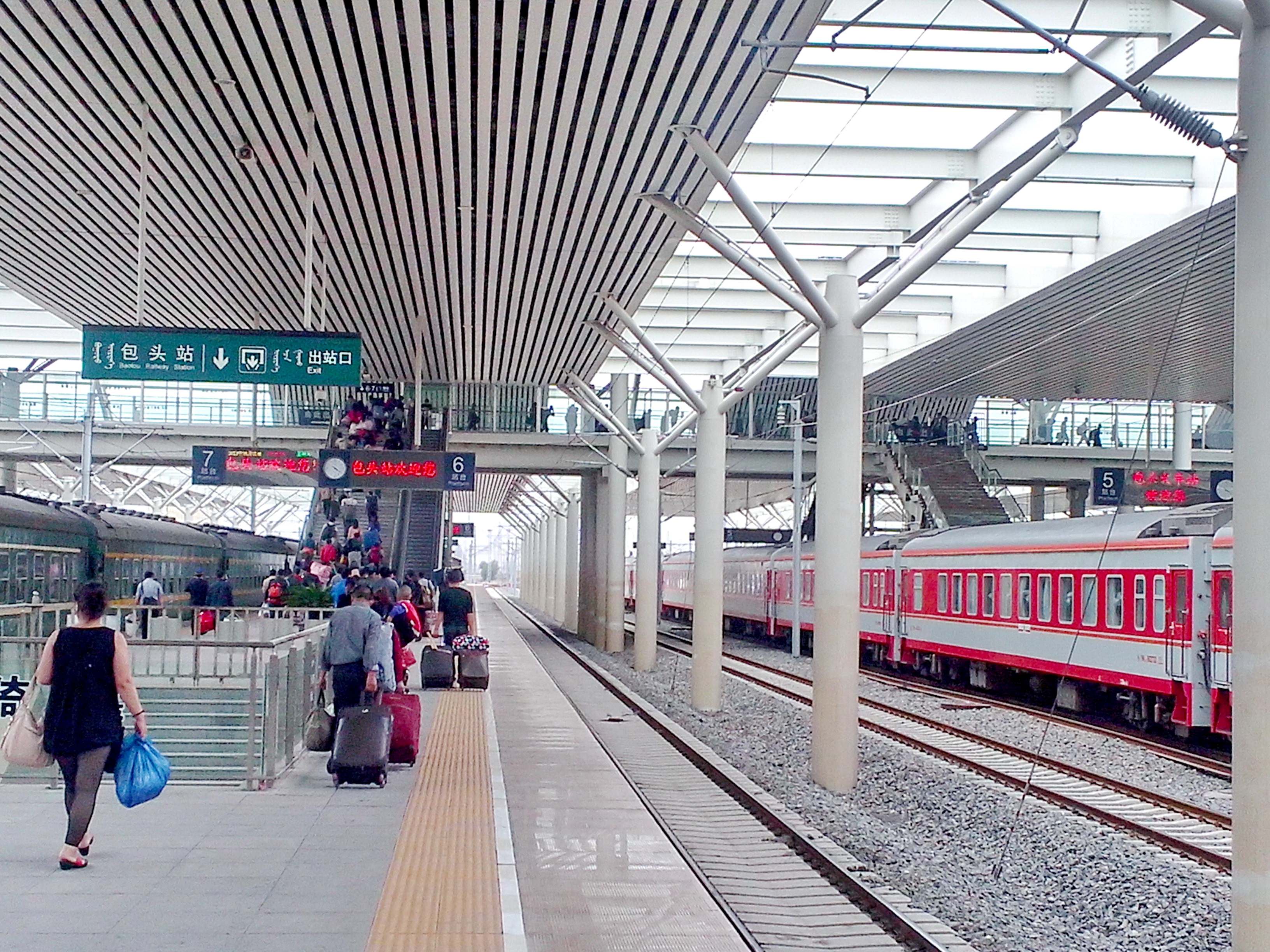
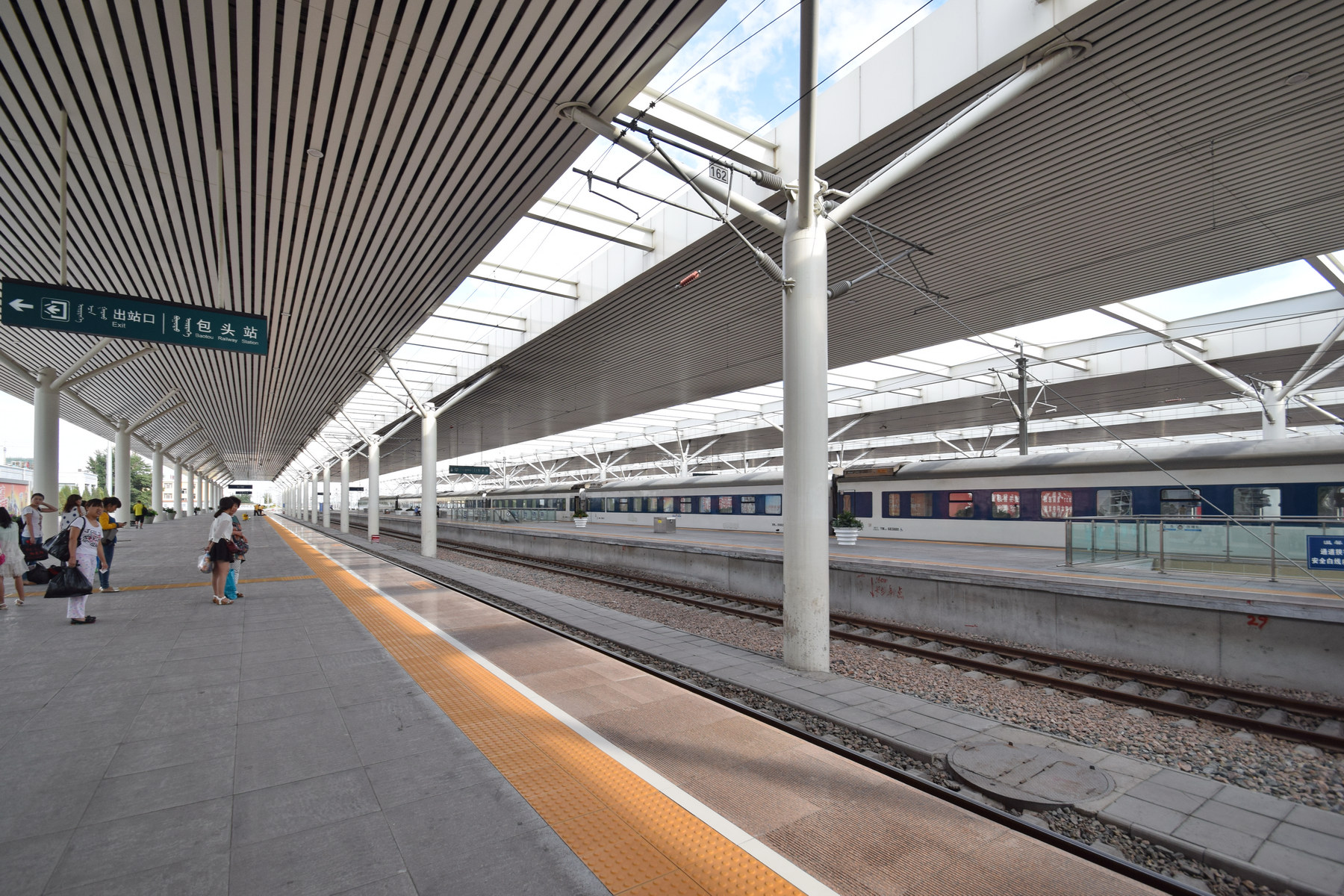

### Intermodalité
Elle est desservie par des bus des lignes : 1, 2, 8, 15, 22, 41, 46, 50 et Shenlu.